# Hyperplatys ushveridzei
Hyperplatys ushveridzei es una especie de escarabajo longicornio del género Hyperplatys, tribu Acanthocinini, subfamilia Lamiinae. Fue descrita científicamente por Santos-Silva, Nascimento & Kozlov en 2019.
El período de vuelo de la especie se presenta durante el mes de junio.

## Descripción
Mide 5 milímetros de longitud.

## Distribución
Se distribuye por Colombia.